# 1572
El 1572 (MDLXXII) fou un any de traspàs de l'edat moderna

## Esdeveniments
- 24 d'agost, París, Massacre del dia de Sant Bartomeu
- 2 d'octubre, Mechelen (Països Baixos espanyols), comença el saqueig anomenat «Fúria espanyola» que va durar fins al 5 d'octubre
- Pierre de Ronsard publica La Franciade[1] i Luís de Camões, Os Lusíadas
- Giuseppe Arcimboldo pinta Estiu
- Fundació de l'Escola Espanyola d'Equitació (Viena)
- Aprovació de l'Orde Hospitalari de Sant Joan de Déu
- Rafael Bombelli usa els nombres imaginaris per resoldre equacions
- Comença el pontificat de Gregori XIII
- 3 de desembre, comença el Setge de Haarlem en el marc de la Guerra dels Vuitanta Anys
- Cau Vilcabamba, últim refugi dels inques davant la conquesta espanyola
- Els jesuïtes arriben a Mèxic[2]

## Naixements
- 28 de gener, Dijon: Jeanne-Françoise Frémiot de Chantal, religiosa i santa francesa, fundadora de l'Orde de la Visitació (m. 1641).[3]
- Schwäbisch Hall: Erasmus Widmann, compositor i musicògraf.
- Segimon Bathory, voivoda de Transsilvània (1581-1594, 1594–1598 i 1601–1602).
- Ben Jonson, dramaturg i poeta anglès.
- John Donne, metafísic anglès.
- Szamotuły: Wacław Szamotulski, compositor polonès.
- Japó: Izumo no Okuni, creadora del teatre kabuki (m. c. 1611).

## Necrològiques
- 1 de maig, Roma, Estats Pontificis: papa Pius V (n. 1504).[4]
- 5 de juliol, Pequín, Xina: Zhu Zaihou, Emperador Longqing de la Dinastia Ming (n. 1537).[5]

- 25 de juliol, Safed, Palestina: Isaac Lúria (n. 1534).
- 20 d'agost, Manila, Filipines: Miguel López de Legazpi (n. 1502).
- 24 de setembre, Cusco, incanat de Vilcabamba: Túpac Amaru I (n. 1545).
- 30 de setembre, Roma, Estats Pontificis: Francesc de Borja (n. 1510).
- 24 de novembre, Edimburgh, Escòcia: John Knox (n. c. 1514).